# 해피타임 스파이
《해피타임 스파이》(영어: The Happytime Murders)는 2018년에 개봉한 미국의 코미디 범죄 미스터리 영화이다. 브라이언 헨슨이 감독을 맡았다.

## 줄거리
하얀 솜이 낭자한 연쇄 살해 사건 낫닝겐급 수사가 시작된다!
인간과 인형들이 함께 사는 평화로운 도시, 인형들만 노리는 살인형범이 나타났다. 과거의 악연으로 원수지간이 되어버린 병맛 인형 탐정 ‘필립스’와 열혈 형사 ‘에드워즈’는 환상적인 궁합(?)을 보이며 범인을 추격하기 시작하는데...

## 출연
주연
- 멜리사 맥카시 - 에드워즈 형사 역
- 엘리자베스 뱅크스 - 제니 역
- 마야 루돌프 - 버블스 역
- 빌 바레타 - 필립스 형사 역 (목소리)

조연
- 조엘 맥헤일 - 캠벨 역
- 레슬리 데이빗 베이커 - 배닝 중위 역
- 마이클 맥도널드 - 로노반 스칼글 역
- 도리엔 데이비스 - 산드라 역 (목소리)
- 신시 우 - 브리테니 말로 역
- 지미 O. 양 - 들랜시 역
- 밋치 실파 - 토미 역
- 케빈 클래쉬 - 범블리팬츠 / 라일 역 (목소리)